# Segunda División 2020 (Uruguay)
Het seizoen 2020 van de Segunda División was het 79e seizoen van deze Uruguayaanse voetbalcompetitie op het tweede niveau. De competitie begon op 12 augustus 2020 en eindigde op 29 januari 2021.

## Teams
Er namen twaalf ploegen deel aan de Segunda División tijdens het seizoen 2020. Drie ploegen waren vorig seizoen vanuit de Primera División gedegradeerd (Racing Club de Montevideo, Rampla Juniors FC en CA Juventud), acht ploegen wisten zich vorig seizoen te handhaven op dit niveau en Rocha FC promoveerde vanuit de Primera División Amateur.
Zij kwamen in de plaats voor de gepromoveerde CA Torque (kampioen), Club Deportivo Maldonado (tweede) en CA Rentistas (derde). CA Bella Vista degradeerde vorig seizoen naar het derde niveau, net als CCyD El Tanque Sisley dat vanwegen een te hoge schuldenlast niet deelnam aan het vorige seizoen.
| Club                      | Stad        | Stadion                                           | Capaciteit | Vorig seizoen |
| ------------------------- | ----------- | ------------------------------------------------- | ---------- | ------------- |
| Albion FC                 | Montevideo  | Estadio Parque Doctor Enrique Falco Lichtemberger | 2.000      | 9e            |
| CA Atenas                 | San Carlos  | Estadio Ateniense                                 | 6.000      | 7e            |
| Central Español FC        | Montevideo  | Estadio Parque Palermo                            | 6.500      | 10e           |
| CS Cerrito                | Montevideo  | Estadio Parque Maracaná                           | 8.000      | 5e            |
| CA Juventud               | Las Piedras | Estadio Juventud Parque Artigas                   | 12.000     | 16e (1ª)      |
| Racing Club de Montevideo | Montevideo  | Estadio Parque Osvaldo Roberto                    | 8.500      | 13e (1ª)      |
| Rampla Juniors FC         | Montevideo  | Estadio Olímpico Pedro Arispe                     | 9.500      | 14e (1ª)      |
| Rocha FC                  | Rocha       | Estadio Municipal Doctor Mario Sobrero            | 10.000     | 1e (1ªA)      |
| IA Sud América            | Montevideo  | Estadio Parque Carlos Ángel Fossa                 | 6.000      | 6e            |
| Tacuarembó FC             | Tacuarembó  | Estadio Ingeniero Raúl Saturnino Goyenola         | 9.000      | 12e           |
| CSD Villa Española        | Montevideo  | Estadio Obdulio Varela                            | 8.000      | 4e            |
| CA Villa Teresa           | Montevideo  | Estadio José Nasazzi                              | 5.002      | 8e            |

## Competitie-opzet
De competitie werd gespeeld van 12 augustus 2020 tot en met 29 januari 2021. Alle ploegen speelden tweemaal tegen elkaar. De nummers één en twee promoveerden naar de Primera División. De nummers drie tot en met zes kwalificeerden zich voor de play-offs, waarin werd gestreden om de derde promotieplaats.
Vanwege de coronapandemie begon de competitie later dan gebruikelijk. Emiliano Albín scoorde namens zijn ploeg CSD Villa Española het eerste doelpunt van het seizoen, in de eerste minuut van de openingswedstrijd tegen Albion FC. Dit bleek de aanzet voor een goede eerste seizoenshelft voor Villa Española, dat voor het vierde jaar op rij uitkwam op het tweede niveau. Na elf van de tweeëntwintig wedstrijden stonden de Villeros op de tweede plek. De koppositie was op dat moment in handen van CS Cerrito, dat nog maar één keer had verloren en vijf punten voorsprong had op Villa Española. Rampla Juniors FC (vierde) was de enige van de drie degradanten die in het linkerrijtje stond. Mede-degradant Racing Club de Montevideo stond zelfs op de laatste plaats.
Op 9 oktober begon het tweede deel van de competitie, dat op 28 november zou eindigen. Ook hierin presteerden Cerrito en Villa Española het beste: Villa Española behaalde twintig punten, waardoor ze promotie konden veiligstellen. Cerrito scoorde een puntje minder in de tweede competitiehelft en kroonden zich tot kampioen. De Auriverdes promoveerden voor het eerst in negen seizoenen weer terug naar het hoogste niveau.
De drie degradanten verbeterden zich in het slot van de competitie. Op basis van de laatste elf wedstrijden vormden ze samen met Villa Española en Cerrito de top-vijf. Hierdoor eindigden ze ook op plek drie tot en met vijf in de eindstand en mochten ze samen met IA Sud América (zesde) uitmaken welke ploeg ook zou promoveren.
Albion, CA Villa Teresa en CA Villa Teresa presteerden het slechtst in de tweede competitiehelft. Villa Teresa zakte hierdoor van de derde naar de negende plaats. Tacuarembó en Albion bezetten uiteindelijk de twee onderste posities in het klassement. Ook in de degradatietabel (het gemiddelde over de laatste twee seizoenen) stonden deze twee ploegen onderaan. Omdat Albion in 2019 aanzienlijk beter had gepresteerd dan Tacuarembó kwalificeerden ze zich voor de Repechaje (nacompetitie) tegen de nummer twee van de Primera División Amateur. Tacuarembó was als hekkensluiter van de degradatietabel rechtstreeks gedegradeerd.
In de play-offs traden CA Juventud, Rampla Juniors, Racing en Sud América (nummers drie tot en met zes) aan. Rampla Juniors won van Racing en Sud América versloeg Juventud. In de finale won Sud América beide wedstrijden met een doelpunt verschil. De Naranjitas veroverden hiermee de laatste promotieplek en keerden na drie jaar afwezigheid weer terug op het hoogste niveau. Geen van de drie gedegradeerde ploegen slaagde er dus in om direct weer te promoveren.

### Eindstand
|     | Club                      | Sp. | W  | G  | V  | Pnt. | DV | DT | DS  |
| --- | ------------------------- | --- | -- | -- | -- | ---- | -- | -- | --- |
| 1.  | CS Cerrito                | 22  | 11 | 8  | 3  | 41   | 38 | 23 | +15 |
| 2.  | CSD Villa Española        | 22  | 10 | 7  | 5  | 37   | 35 | 24 | +11 |
| 3.  | CA Juventud               | 22  | 7  | 11 | 4  | 32   | 24 | 17 | +7  |
| 4.  | Rampla Juniors FC         | 22  | 8  | 8  | 6  | 32   | 27 | 23 | +4  |
| 5.  | Racing Club de Montevideo | 22  | 7  | 9  | 5  | 30   | 25 | 26 | –1  |
| 6.  | IA Sud América            | 22  | 7  | 7  | 8  | 28   | 30 | 33 | –3  |
| 7.  | Central Español FC        | 22  | 7  | 6  | 9  | 27   | 25 | 25 | 0   |
| 8.  | Rocha FC                  | 22  | 6  | 9  | 7  | 27   | 20 | 23 | –3  |
| 9.  | CA Villa Teresa           | 22  | 6  | 8  | 8  | 26   | 19 | 29 | –10 |
| 10. | CA Atenas                 | 28  | 5  | 9  | 8  | 24   | 23 | 29 | –6  |
| 11. | Tacuarembó FC             | 22  | 6  | 5  | 11 | 23   | 19 | 27 | –8  |
| 12. | Albion FC                 | 22  | 5  | 7  | 10 | 22   | 22 | 28 | –6  |

### Legenda
| Kleur | Kwalificatie voor                                |
| ----- | ------------------------------------------------ |
|       | Promotie naar de Primera División                |
|       | Play-offs voor promotie naar de Primera División |

## Play-Offs
De Play-Offs werden gespeeld op 3 en 9 december 2020 en op 19 januari 2021 (halve finales) en op 23 en 29 januari 2021 (finale). De ploegen die op de derde tot en met zesde plek waren geëindigd in de competitie namen deel aan de play-offs. De winnaar van deze knock-outwedstrijden promoveerde naar de Primera División.
De terugwedstrijden van de eerste ronde waren oorspronkelijk gepland voor 8 december, maar werden een dag verplaatst na het overlijden van voormalig president Tabaré Vázquez. De wedstrijd tussen Juventud en Sud América werd vervolgens verplaatst naar 19 januari, omdat er spelers van Juventud positief waren getest op het coronavirus.
IA Sud América, de nummer zes uit de reguliere competitie, won uiteindelijk de play-offs en bemachtigde daarmee het laatste ticket voor de Primera División van 2021.

### Wedstrijdschema
|  | Halve finale | Halve finale   | Halve finale   | Halve finale | Halve finale |   |        | Finale      | Finale | Finale | Finale | Finale |
|  |              |                |                |              |              |   |        |             |        |        |        |        |
|  | 6            | Sud América    | 2              | 0            | 2            |   |        |             |        |        |        |        |
|  | 3            | Juventud       | 0              | 1            | 1            |   |        |             |        |        |        |        |
|  | 3            | Juventud       | 0              | 1            | 1            |   | 6      | Sud América | 3      | 2      | 5      |        |
|  |              |                |                |              |              |   | 6      | Sud América | 3      | 2      | 5      |        |
|  |              | 4              | Rampla Juniors | 2            | 1            | 3 |        |             |        |        |        |        |
|  | 5            | 4              | Rampla Juniors | 2            | 1            | 3 | Racing | 1           | 0      | 1      |        |        |
|  | 5            |                |                |              |              |   | Racing | 1           | 0      | 1      |        |        |
|  | 4            | Rampla Juniors | 0              | 3            | 3            |   |        |             |        |        |        |        |

## Topscorers
Maximiliano Silvera van kampioen CS Cerrito werd met 11 doelpunten de topscorer van de competitie.
| №  | Speler              | Club               | Goals |
| -- | ------------------- | ------------------ | ----- |
| 1. | Maximiliano Silvera | CS Cerrito         | 11    |
| 2. | Santiago López      | CSD Villa Española | 10    |
| 3. | Marcos Camarda      | IA Sud América     | 7     |
| 3. | Lucas Farías        | CA Atenas          | 7     |
| 3. | Juninho Rocha       | Central Español FC | 7     |

## Degradatie
Een ploeg degradeerde rechtstreeks naar de Primera División Amateur; dit was de ploeg die over de laatste twee seizoenen het minste punten had verzameld in de competitie (regulier seizoen). Het aantal behaalde punten werd gedeeld door het aantal gespeelde duels, aangezien niet alle ploegen beide seizoenen in de Segunda División speelden. De ploeg die in dit klassement een-na-laatste eindigde moest hun plekje in de Segunda División verdedigen in de Repechaje (nacompetitie) tegen de nummer twee van de Primera División Amateur.
Rode lantaarn Albion FC had een punt minder dan Tacuarembó FC. Vorig seizoen was Tacuarembó zelf laatste geworden (en Albion negende), waardoor ze in de degradatietabel op de laatste plaats kwamen en zakten naar het derde niveau. Albion werd veroordeeld tot de nacompetitie. Hoewel de degradatie van Tacuarembó al eerder een feit was, werd de deelnemer aan de nacompetitie pas bekend op de laatste speeldag. Albion had een punt voorsprong op Rocha FC en Central Español FC, maar door een nederlaag tegen Rocha en de overwinning van Central Español zakten ze nog naar de elfde plaats in de degradatiestand. De zege van Rocha bracht El Celeste del Este nog in de middenmoot van dit klassement; als promovendus telden hun behaalde punten in de praktijk dubbel.
|     | Club                      | Sp. | 2019  | 2020 | Tot. | Gem. |
| --- | ------------------------- | --- | ----- | ---- | ---- | ---- |
| 1.  | CSD Villa Española        | 44  | 36    | 37   | 73   | 1,66 |
| 2.  | CS Cerrito                | 44  | 30    | 41   | 71   | 1,61 |
| 3.  | CA Juventud               | 22  | (1ª)  | 32   | 32   | 1,45 |
| 4.  | Rampla Juniors FC         | 22  | (1ª)  | 32   | 32   | 1,45 |
| 5.  | Racing Club de Montevideo | 22  | (1ª)  | 30   | 30   | 1,36 |
| 6.  | IA Sud América            | 44  | 30    | 28   | 58   | 1,32 |
| 7.  | Rocha FC                  | 22  | (1ªA) | 27   | 27   | 1,23 |
| 8.  | CA Villa Teresa           | 44  | 28    | 26   | 54   | 1,23 |
| 9.  | CA Atenas                 | 44  | 29    | 24   | 53   | 1,20 |
| 10. | Central Español FC        | 44  | 24    | 27   | 51   | 1,16 |
| 11. | Albion FC                 | 44  | 27    | 22   | 49   | 1,11 |
| 12. | Tacuarembó FC             | 44  | 19    | 23   | 42   | 0,95 |

### Legenda
| Kleur | Resultaat                                                         |
| ----- | ----------------------------------------------------------------- |
|       | Barragewedstrijden tegen degradatie naar Primera División Amateur |
|       | Degradatie naar Primera División Amateur                          |